# Diamant colloïdal
 (mai 2023).

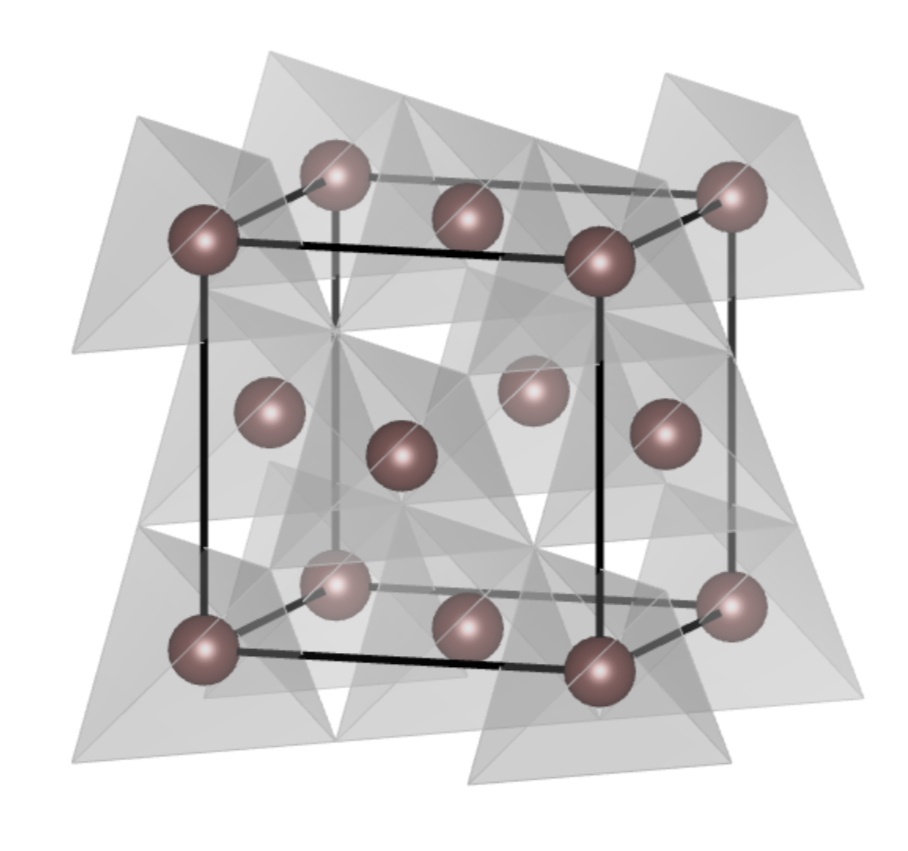
Structure cristalline du diamant colloïdal (diamant cubique face centrée).

Le diamant colloïdal est un type de cristal colloïdal formé d'un assemblage de nanoparticules ayant une structure cristallographique similaire à celle du diamant. Il présente des propriétés physiques, chimiques et optiques uniques car la structure cubique faces centrées diamant possède un indice de réfraction de 2 qui permet l’obtention d’une bande interdite large et une suppression de l’émission spontanée de la lumière. Une voie de synthèse a été développée pour la première fois en 2020 par l’équipe de David J. Pine, à partir de l’assemblage de particules de polystyrène micrométriques. Cette découverte pourrait ouvrir la voie vers des circuits optiques performants très recherchés pour des ordinateurs, des nouveaux lasers ou des filtres de lumière. 

## Généralités

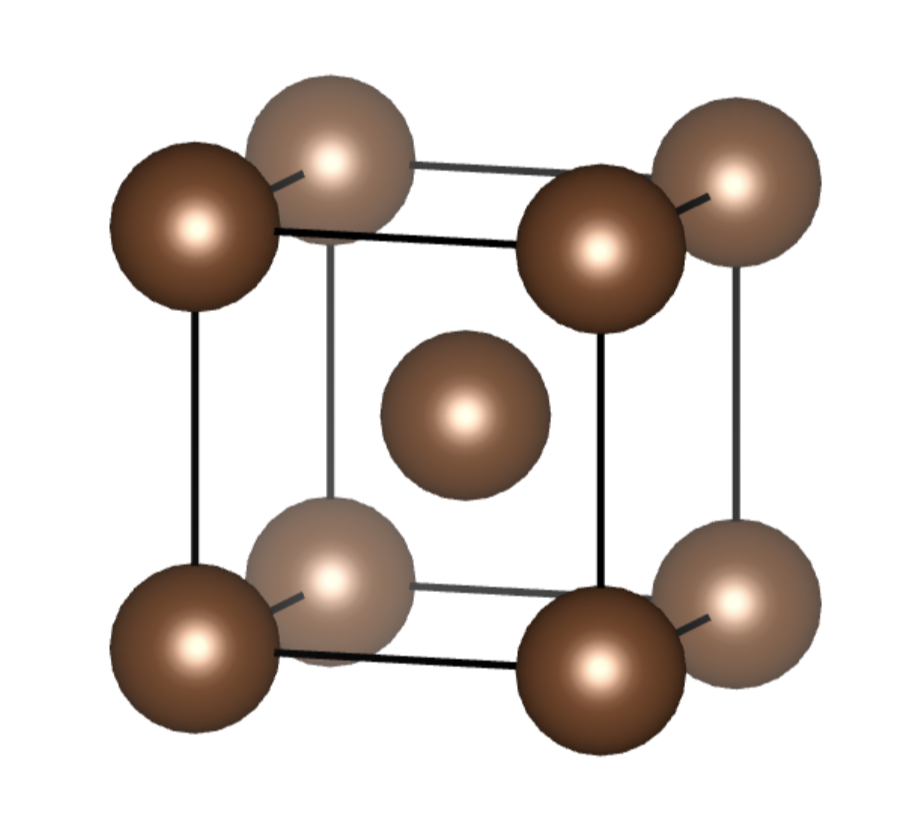
Structure cubique centrée.

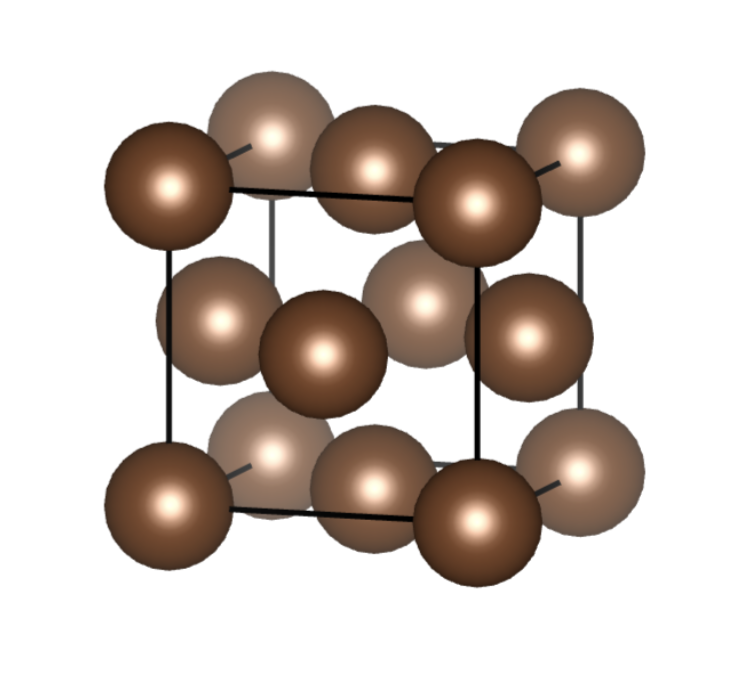
Structure cubique faces centrées.

Un cristal colloïdal est un agrégat de colloïdes mono dispersés dans une structure tri-dimensionnelle ordonnée. La structure du cristal est donc composée de motifs élémentaires qui se répètent, appelés maille. En fonction de la forme des particules qui les constituent (ou colloïdes), les cristaux colloïdaux s'auto-assemblent en structures différentes, telles que la structure cubique simple ou cubique à faces centrées. 
La structure du diamant cubique faces centrées est particulière, difficile à reproduire et est plus dense que le colloïdal cubique car il possède une particule supplémentaire au centre de chaque face du cube. Celle-ci lui confère donc des propriétés optiques, mécaniques et électriques différentes. La différence se situe donc dans leur structure atomique ce qui influe sur leur propriété physico-chimique,.

## Synthèse
La synthèse des diamants colloïdaux telle que décrite par l’équipe de David J. Pine se fait en 2 étapes : la synthèse des particules tétraédriques à partir de colloïdes et la cristallisation ou auto-assemblage de ces dernières. Les diamants colloïdaux sont constitués de quatre billes en polystyrène collées entre elles pour former un tétraèdre. Le centre de chaque face de la pyramide est rendu collant par l’immobilisation de brins d’ADN. Les pyramides s’auto-assemblent dans la suspension, guidées par les interactions entre les surfaces collantes et forment spontanément la structure recherchée.

### Synthèse des particules tétraédriques
La synthèse des particules tétraédriques se fait par agrégation aléatoire des particules solides de polystyrène non-réticulé avec des gouttelettes d’huile polymérisable qui va donner des groupes tétraédriques composés de 4 particules solides et une gouttelette d’huile au centre. Les groupes non-tétraédriques sont ensuite retirés grâce à la centrifugation par gradient de densité. Le noyau liquide est ensuite extrudé des groupes de particules de polystyrène par compression grâce à un plastifiant et à un tensioactif. Un taux de compression de 0,78 sera utilisé pour obtenir les amas tétraédriques. Afin de fixer cette géométrie, le plastifiant est évaporé et le noyau liquide est solidifié par polymérisation. Les groupes époxydes du noyau liquide sont convertis en groupe azide ce qui permettra au noyau d’être recouverte de brins d'ADN.

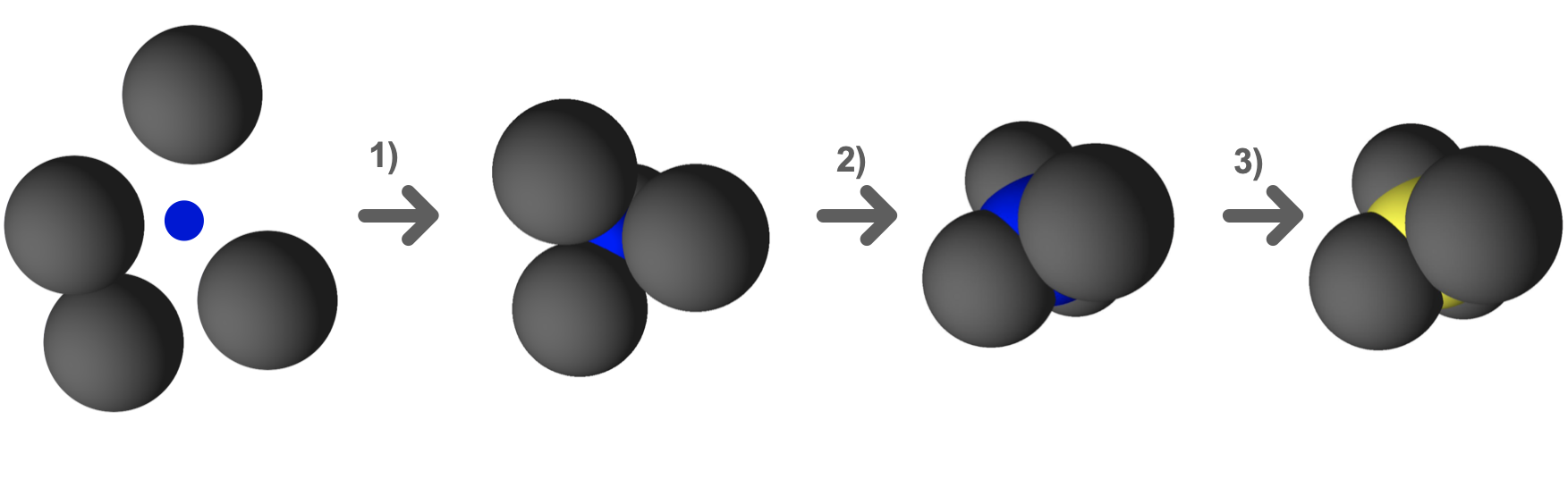
Étapes de formation des particules tétraédriques : 1) agrégation des quatre particules de polystyrène (gris) avec une gouttelette d’huile (bleu) 2) compression des particules de polystyrène qui extrude la gouttelette 3) la gouttelette est polymérisée et enrobée de brins d’ADN (jaune)

### Cristallisation
Les amas tétraédriques se lient et forment de petits cristaux après un processus de traitement thermique. Dans un premier temps, les particules sont suspendues en solution et la suspension est ensuite placée dans un capillaire en verre et est scellée. Le capillaire est incliné afin d’atteindre un équilibre hydrostatique et de favoriser une croissance lente. Il faut ensuite  appliquer un gradient de température, qui s'étend sur toute la longueur du capillaire. Les particules tétraédriques se cristallisent, avec des tailles cristallines allant de 40 μm à 100 μm ou plus.

## Application
La structure cristalline diamant présente un large écart de bande photonique à de faibles contrastes d'indice de réfraction (égale à 2). Les particules colloïdales auto-assemblées dans la structure cristalline cubique de diamant peuvent donc être utilisées pour fabriquer des matériaux avec une bande interdite photonique. Ces matériaux sont bénéfiques parce qu'ils suppriment l'émission spontanée de lumière et sont appréciés pour leurs applications en tant que guides d'ondes optiques, filtres et résonateurs laser.

### Filtre à bande interdite
Le diamant colloïdal possède une bande interdite. À savoir, aucune onde lumineuse dont l’énergie se situe dans cette bande ne peut traverser le cristal. Elle est intégralement réfléchie. Le diamant colloïdal permet donc de créer un filtre à bande interdite, très recherché en photonique. Un filtre qui fonctionnerait pour les photons comme les semi-conducteurs pour les électrons. 

### Ordinateur optique
Cet outil numérique permet de calculer et traiter plus rapidement un volume de données important. Il utilise les photons comme porteur de l’information tandis que les ordinateurs conventionnels utilisent des électrons. Le système colloïdal diamant a des propriétés photoniques en raison de sa bande interdite. Il est donc essentiel à la fabrication des transistors optiques essentiels au fonctionnement de l’ordinateur optique.